# Brigades de Jénine
Les brigades de Jénine (en arabe : كتائب جنين) également appelées bataillon de Jénine ou brigade de Jénine sont une unité combattante palestinienne en Cisjordanie occupée par Israël,. La formation militaire est fondée à Jénine en 2021 par Jamil Al-Amouri, un militant du Jihad islamique palestinien. L'organisation est basée dans le camp de réfugiés de Jénine, dans le nord de la Cisjordanie. Comme la plupart des autres milices de Cisjordanie, les brigades de Jénine sont une formation parapluie affiliée au Jihad islamique palestinien, au Hamas, et aux brigades des martyrs d'Al-Aqsa.
Les Brigades de Jénine ont participé à des affrontements armés avec les forces israéliennes. Elles affirment qu'elles sont la résistance à Jénine et Naplouse, appellent à la résistance armée contre Israël et à la participation des autorités palestiniennes au mouvement.